# Kostel svatého Jana Nepomuckého (Hradčany)
Kostel svatého Jana Nepomuckého, někdy též Vojenský kostel, je barokní chrám u kláštera voršilek od Kiliána Ignáce Dientzenhofera. Kostel se nachází na nároží ulic U kasáren a Kanovnická na pražských Hradčanech, vzdálen přibližně 200 metrů od Hradčanského náměstí, poblíž Nového Světa.

## Historie
Kolem roku 1700 přibyl na Hradčany řád voršilek, který si postavil vlastní klášter, tímto druhý v Praze. Sestra jedné z místních řeholnic Anny Johanky byla Terezie Veronika Krebsová, která později sehrála důležitou úlohu v průběhu kanonizace sv. Jana Nepomuckého. Při soudním řízení odpřisáhla, že se v klášteře roku 1701 po modlitbě ke sv. Janovi zázračně uzdravila. Byl to vůbec první ze čtyř zázraků, které měl sv. Jan vykonat. Bylo proto rozhodnuto o výstavbě nového kostela, který by nahradil stávající kapli sv. Anny a byl by zasvěcen právě sv. Janovi Nepomuckému. Stavba byla zahájena 20. října 1720, položením základního kamene. Zpočátku vedl stavbu pražský architekt Kryštof Dientzenhofer. Ten však roku 1722 zemřel a práci převzal jeho syn Kilián Ignác. Byla to první sakrální stavba tohoto architekta. Kostel byl dokončen v roce 1728, rok před kanonizací sv. Jana Nepomuckého. Slavnostní vysvěcení provedl pražský arcibiskup František Ferdinand z Kuenburgu až roku 1729.
Klášter voršilek se během své dlouhé historie neustále potýkal s finančními problémy. Dvakrát musely voršilky platit výpalné – nejprve Švédům a poté Prusům. V roce 1784 byl zchátralý klášter v rámci církevních reforem císaře Josefa II. zrušen a 34 sester voršilek se přestěhovalo do druhého kláštera voršilek na Nové Město. Do roku 1861 budova sloužila jako sklad soli, vnitřní vybavení bylo rozprodáno. Například vzácný Reinerův obraz z hlavního oltáře Apoteóza sv. Jana, na němž je světec znázorněn s Pannou Marií, Ježíškem a svatou Annou, oslavován světicemi Anežkou Římskou, Cecílií, Barborou, Agátou, Voršilou, Angelou Merisi a bl. Zdislavou z roku 1727 se dostal do Severočeského muzea v Liberci.
Po roce 1861 se kostela ujali pražští evangelíci a sloužil jako vojenský pro posádku z kasáren na Pohořelci.

### 20. století až současnost

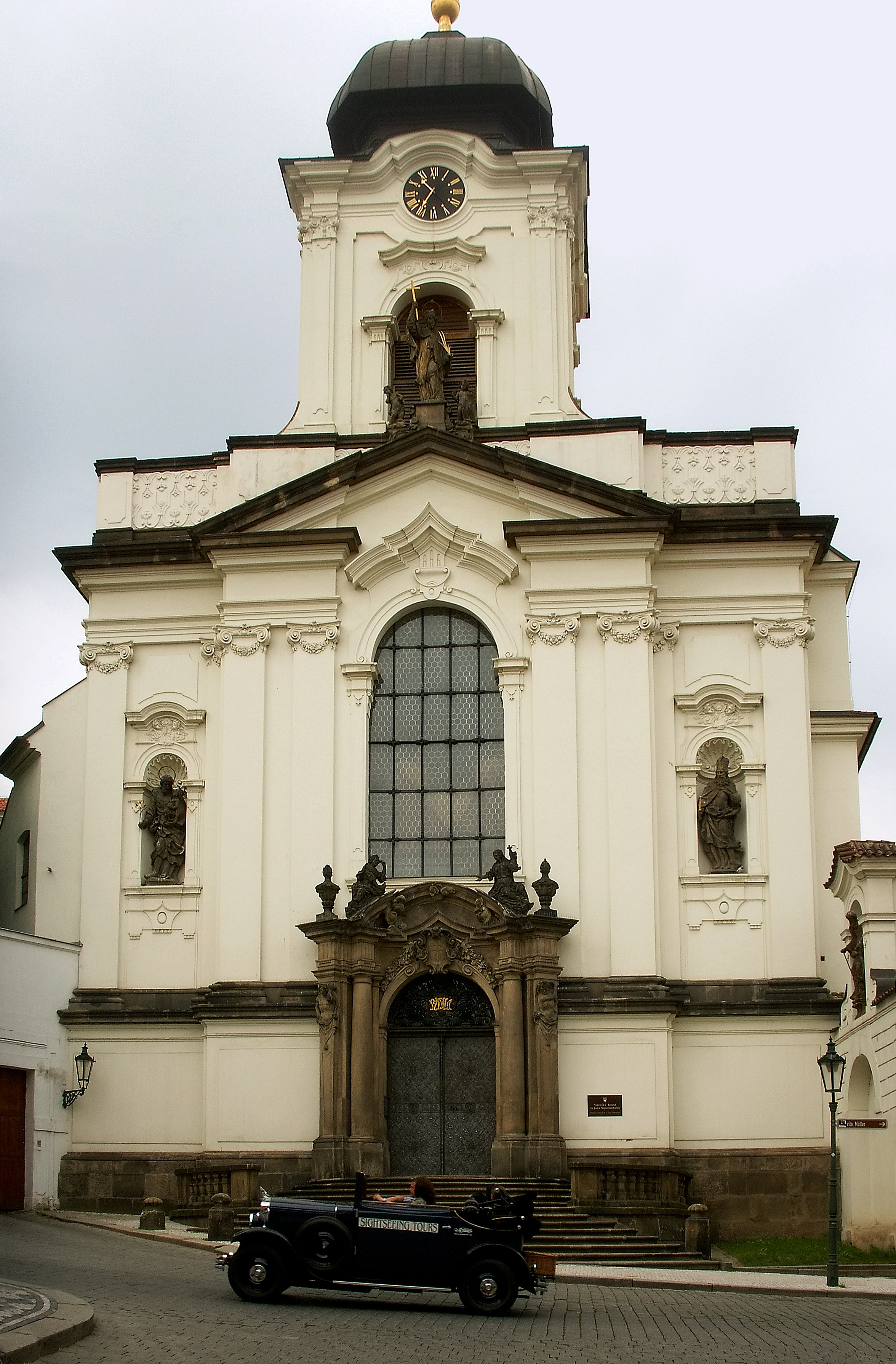
Kostel sv. Jana Nepomuckého před opravou, s bílou fasádou

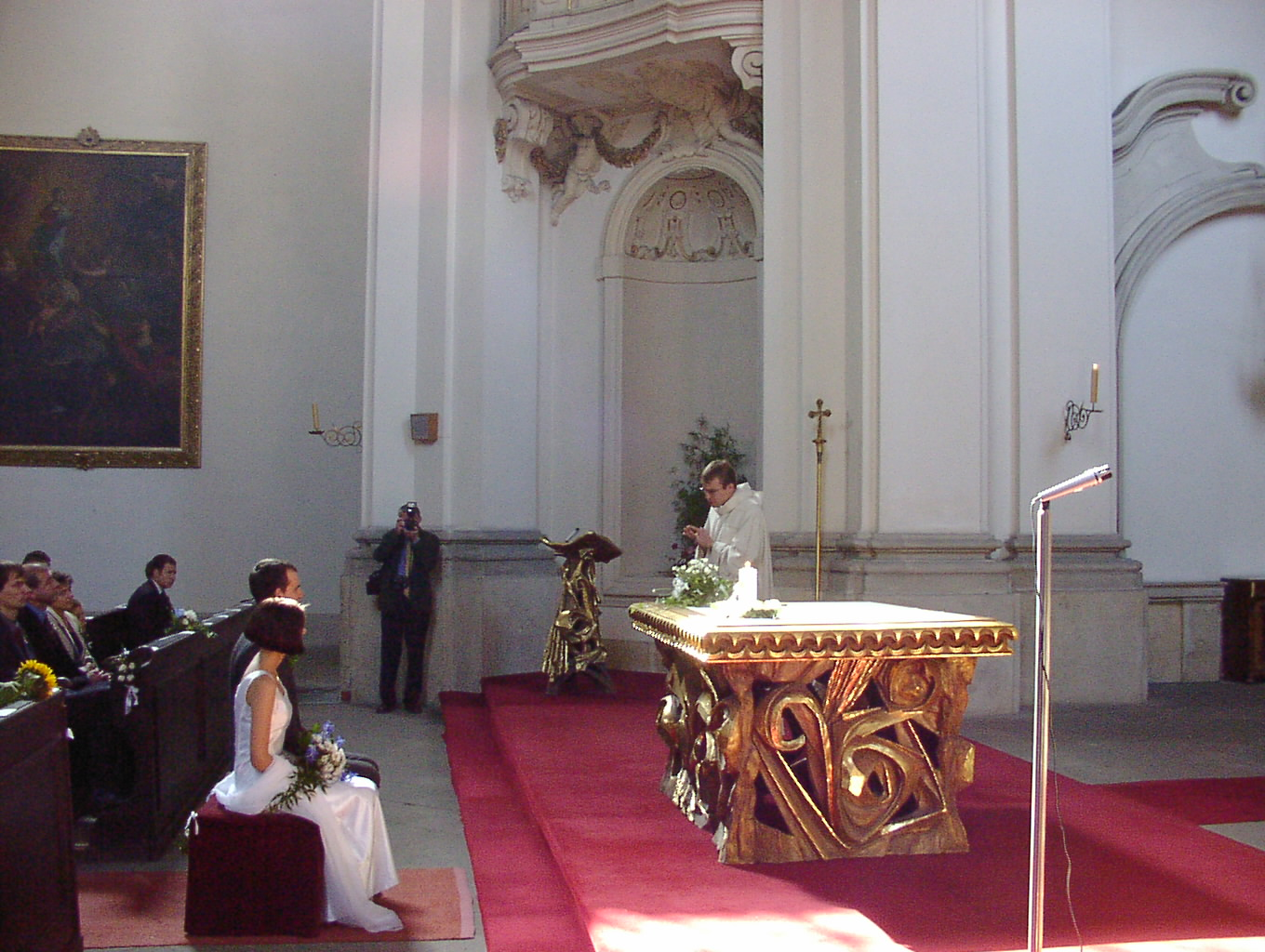
Svatba v kostele sv. Jana Nepomuckého na Hradčanech s pohledem na oltář a ambon od Karla Stádníka

V roce 1902 byl chrám navrácen zpět katolické církvi, zdokumentován a adaptován. Bylo do něj instalováno historické vybavení z barokního kostela sv. Vojtěcha u Prašné brány, zbořeného kvůli výstavbě Obecního domu.
Po komunistickém převratu v roce 1948 byl kostel zrušen, vzápětí ho však církev získala zpět a přeměnila na arcibiskupský. V 70. letech 20. století byl doplněn oltář a ambon podle návrhu sochaře Karla Stádníka. V té době zde působil farář Josef Mixa.
V roce 2001 byl kostel změněn na vojenský. Je místem modliteb za padlé vojáky a za mír na celém světě. Využívá jej duchovní služba Armády České republiky.

## Popis

### Exteriér
Kostel je barokní sálová stavba na oválném půdorysu, orientovaná netradičně na západ. Průčelí dominuje hodinová věž, v jejím výklenku je socha sv. Jana Nepomuckého mezi anděly, v nadpraží hlavního vchodu jsou na volutovách dvě kopie soch alegorií (Staré a Nové Církve?) z dílny Václava Matěje Jäckla. Originál jedné z nich byl předán do Lapidária Národního muzea.

### Interiér

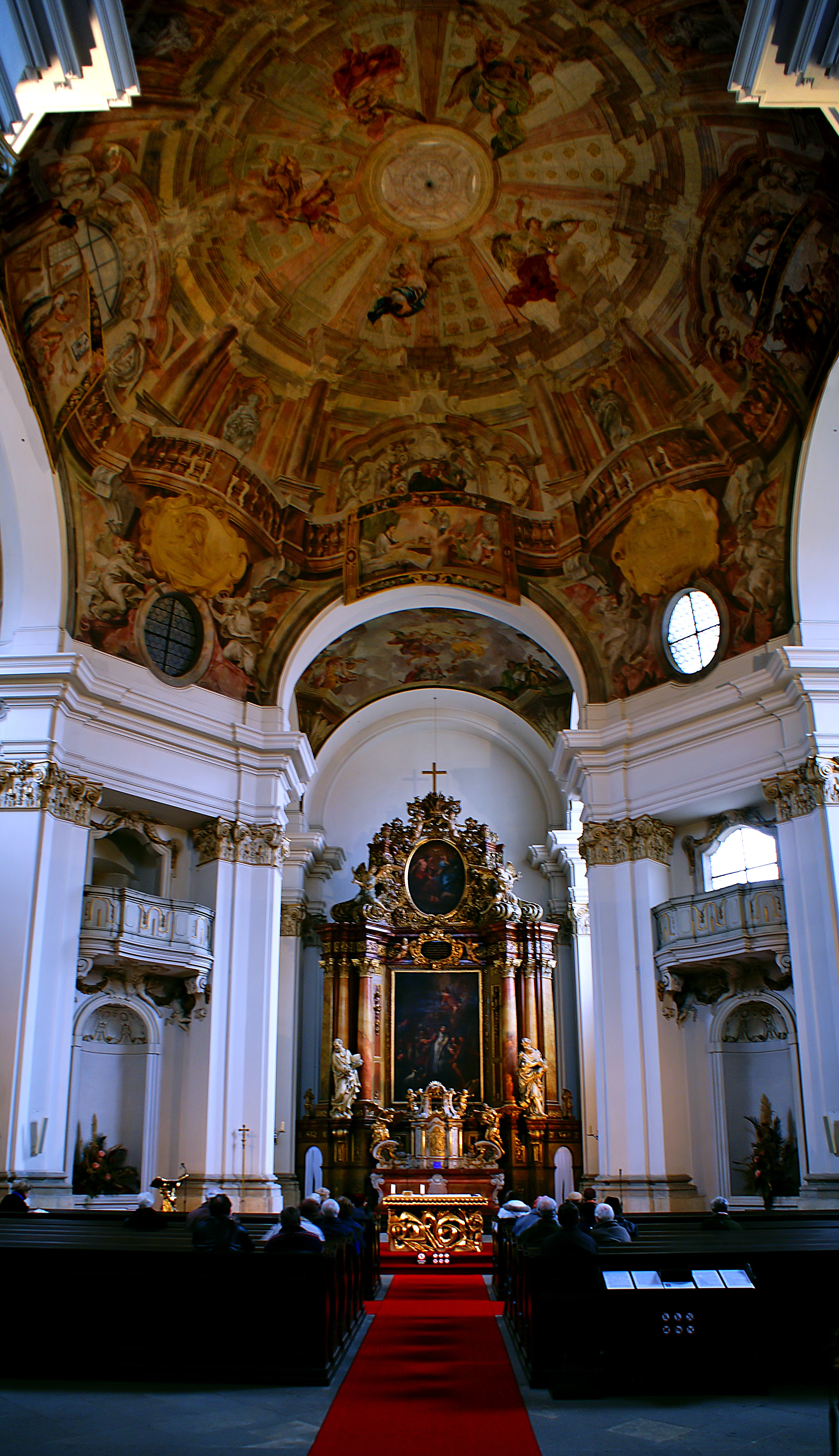
Kostel sv. Jana Nepomuckého

Klenba je zaklenutá českou plackou a je vyzdobena monumentální iluzivní freskou od Václava Vavřince Reinera, znázorňující nejrozsáhlejší cyklus legendy o životě a zázracích sv. Jana Nepomuckého.
Mezi vyobrazeními zázraků nechybí Zázračné uzdravení ruky Terezie Veroniky Krebsové z Mejnova. Její sestra Anna Johanka Krebsová žila jako řeholnice v tomto klášteře pod vedním abatyše Eleonory hraběky Berkové z Dubé. Proto se Terezie po neúspěšném léčení z domovského města Mostu vydala k sestře do Prahy. Když jí ani pražští ranhojiči nepomohli a hrozilo, že přijde o celou paži zachvácenou snětí, zjevila se jí Božská rada, aby zahájila devítidenní půst a modlitby k Janovi. Šestý den, kdy se řeholnicím zdálo, že Terezie umírá, zjevil se jí v nebeském světle Jan a ujistil ji, že se uzdraví, jakmile přijme Svátost oltářní. Klášter však tehdy ještě neměl kostel, jenom malou kapli sv. Anny. Terezie s vypětím posledních sil vstala a odešla do kostela v sousední Loretě. Zázrak uzdravení ruky se dostavil ihned po svatém přijímání. Terezie žila ještě 16 let a roku 1717 byla pohřbena v děkanském kostele Panny Marie v Mostě. Tento zázrak byl důvodem založení kostela blahoslaveného Jana.
Hlavní oltář pochází ze zbořeného kostela sv. Vojtěcha a nese obraz Zajetí sv. Jana Nepomuckého od Jana Kryštofa Lišky. Nad ním se vznáší figurka andílka s jazykem sv. Jana, pozůstatek sochařské výzdoby z dílny Václava Matěje Jäckla, která se dochovala torzovitě.

## Klášter a špitál
Po levé (severní) straně kostela je budova kláštera s dvorem. Vpravo směrem k Loretánské ulici se nachází barokní špitál sv. Antonína a sv. Alžběty, založený ve 14. století pražským arcibiskupem Janem Očkem z Vlašimi a zcela přestavěný Kiliánem Ignácem Dientzenhoferem.